# Ashley Cole
Ashley Cole (Stepney, 20 dicembre 1980) è un allenatore di calcio, dirigente sportivo ed ex calciatore inglese di origini barbadiane, di ruolo difensore.
Considerato uno dei migliori terzini della storia del calcio, nell'agosto del 2008, in un censimento condotto tra i tifosi dell'Arsenal sul sito ufficiale del club, è stato nominato 25º tra i 50 migliori giocatori nella storia dei Gunners.

## Biografia
Nel 2006 Cole ha sposato Cheryl Tweedy, una delle componenti del quintetto musicale britannico Girls Aloud, dopo un fidanzamento di circa due anni. Nel 2008, dopo varie voci riguardo a presunte amanti di Ashley, i due hanno rischiato di divorziare ma sono rimasti insieme fino al maggio 2010, mese in cui il divorzio è stato ultimato..
Nel 2006 ha pubblicato la sua autobiografia, My Defence, che ha venduto solo 4 000 copie nelle prime sei settimane di rilascio. L'ex compagno di squadra di Cole, Jens Lehmann, lo ha anche criticato per aver scritto l'autobiografia a soli 25 anni. Durante la produzione del libro, Ashley ha anche scoperto di essere un lontano cugino della cantante Mariah Carey.
Nel febbraio del 2011 si rende protagonista di uno spiacevole fatto di cronaca sparando un colpo di fucile ad aria compressa all'indirizzo dello studente Tom Cowan, vincitore di una borsa di studio che gli permetteva di lavorare come stagista nel centro sportivo del Chelsea. Tuttavia non ha ricevuto alcuna condanna.

## Caratteristiche tecniche
(Cristiano Ronaldo)
Era un terzino sinistro abile a giocare in entrambe le fasi. In più era un giocatore molto veloce, oltre a essere un ottimo crossatore e molto abile negli interventi in tackle. Tra le sue doti spiccavano anche un ottimo senso della posizione, determinazione e resistenza.

## Carriera

### Club

#### Arsenal
Cole ha iniziato la sua carriera calcistica nell'Arsenal, squadra di cui era tifoso sin da bambino. Ha firmato il suo primo contratto professionistico proprio con i Gunners, il 25 febbraio 2000. Ha fatto il suo esordio in prima squadra come attaccante a 18 anni, il 30 novembre 1999 assieme a Jermaine Pennant, contro il Middlesbrough. Il suo debutto con l'Arsenal in Premiership è avvenuto il 14 maggio 2000 contro il Newcastle. Prima di questa stagione ha giocato in prestito per il Crystal Palace, dove ha raccolto 14 presenze e segnato 1 goal dalla lunga distanza contro il Blackburn.
Dopo l'infortunio del terzino brasiliano Sylvinho nell'autunno 2000, Cole ha preso il suo posto, diventando così terzino sinistro e prima scelta per Arsène Wenger anche dopo il recupero dello stesso giocatore.
La stagione 2004-2005 è stata quella della consacrazione per Ashley Cole. Ha giocato come terzino titolare sia per la Nazionale inglese che per l'Arsenal, nonostante le proteste da parte di Gaël Clichy per una continuità di impiego maggiore. Ha segnato la sua prima rete della stagione nella 7ª giornata di Premiership contro il Manchester City, regalando la vittoria ai Gunners proprio grazie al suo centro. Ha segnato il suo secondo goal in una vittoria per 3-1 contro l'Aston Villa, siglando la terza rete dei londinesi a soli 28 minuti dal fischio d'inizio. Tuttavia nel medesimo anno il suo nome è stato spesso accostato al Chelsea a cui venne rifiutata una prima offerta di sedici milioni di sterline.
Il 31 agosto 2006 è passato dall'Arsenal al Chelsea per cinque milioni di sterline, nell'ambito di un'operazione che ha portato il francese William Gallas a compiere il percorso opposto.
Con l'Arsenal ha vinto 2 Premier League, nel 2002 e nel 2004, e 3 FA Cup, nel 2002, 2003 e 2005 (segnando tra l'altro uno dei rigori decisivi). Pur essendosi infortunato nella stagione 2005-2006, ha recuperato in tempo per conquistare la prima finale di Champions League nella storia del club londinese (stagione 2005/06). Tuttavia i Gunners si sono dovuti arrendere di fronte al Barcellona, nonostante il goal di Sol Campbell. Con la squadra londinese ha totalizzato 228 presenze e 9 reti.

#### Chelsea

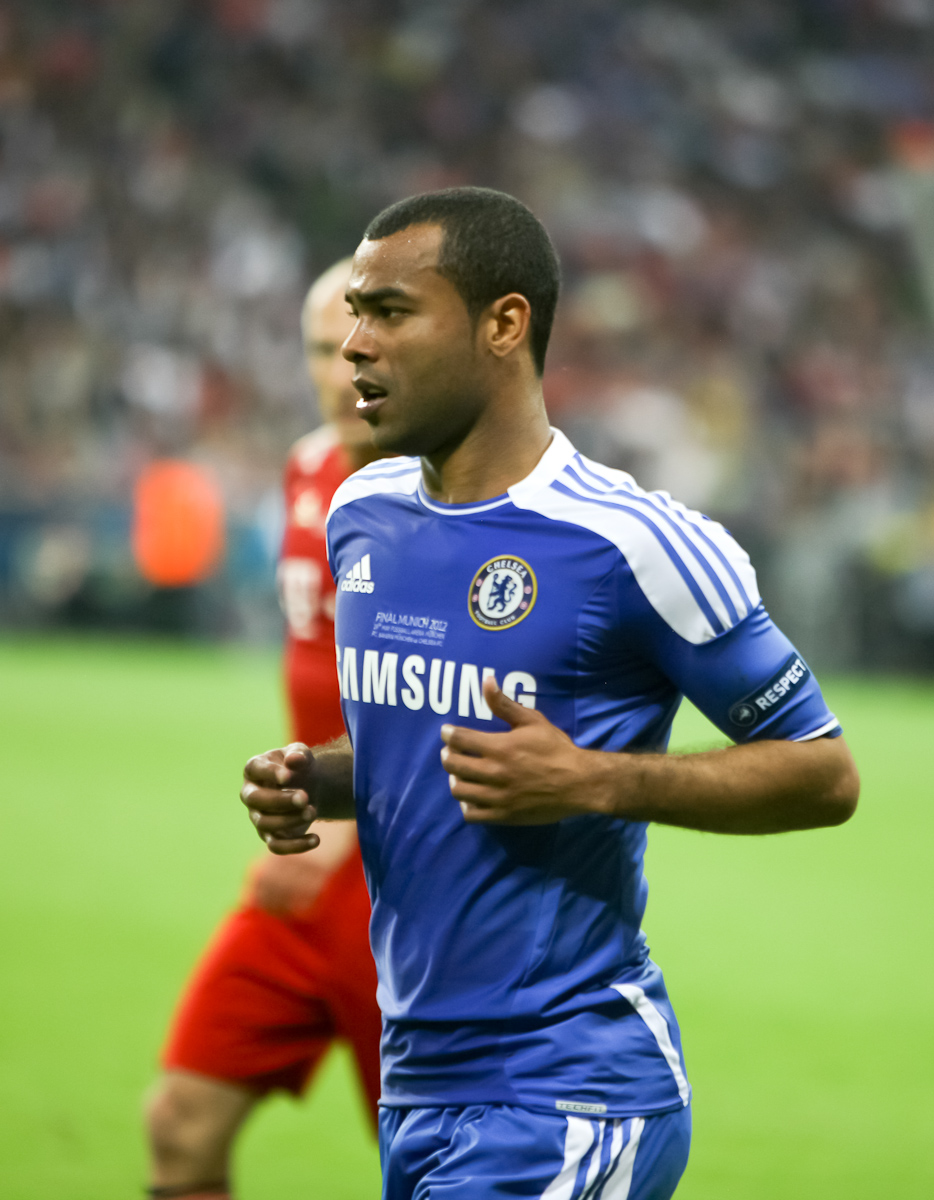
Ashley Cole con la maglia del Chelsea durante la finale della UEFA Champions League 2011-2012

Viene preso dal Chelsea per 7,4 milioni di euro. Al Chelsea gli è stato dato il numero 3. Ha fatto il suo esordio con i Blues il 9 settembre 2006, entrando al posto di Wayne Bridge in una vittoria per 2-1 contro il Charlton Athletic. Nella partita contro l'Arsenal avvenuta a Stamford Bridge il 12 dicembre, è stato fischiato dai tifosi dei Gunners, i quali lo hanno chiamato "Cashley" e gli hanno gettato banconote false da £20 in faccia. Il fatto è dovuto al suo trasferimento al Chelsea, che i sostenitori dei Gunners non hanno affatto gradito, poiché secondo loro se n'era andato solo per soldi. Tuttavia Ashley ha detto di aver perdonato la dirigenza dell'Arsenal, che, secondo lui, lo ha trattato male negli anni della sua permanenza.
Il 31 gennaio 2007, a Stamford Bridge, Ashley ha subito un grave infortunio al ginocchio durante la partita contro il Blackburn, vinta dal Chelsea per 3-0. Tuttavia, dopo una risonanza magnetica, è stato rivelato che l'infortunio non era così grave come si pensava, e secondo lo staff sarebbe potuto rientrare prima del termine della stagione. Avevano ragione e Cole è riuscito a tornare in campo per disputare gli ultimi dodici minuti della finale di FA Cup contro il Manchester Utd. Alla fine i Blues sono usciti vittoriosi, grazie ad un goal di Didier Drogba nei tempi supplementari.
Cole è stato anche uno dei giocatori rimasti contrariati dalle dimissioni di José Mourinho come responsabile tecnico. Il nuovo allenatore Avraham Grant lo ha preferito a Wayne Bridge per la finale di League Cup, persa 2-1 contro il Tottenham. Tuttavia è riuscito a segnare nella partita successiva, datata 1º marzo 2008, realizzando il 4-0 nella vittoria contro il West Ham. Il 19 marzo, nella partita contro il Tottenham, è stato ammonito dall'arbitro Mike Riley per aver fatto una pericolosissima entrata in scivolata su Alan Hutton; decisione troppo leggera per il parere di molta gente, disgustata dalla decisione dell'arbitro di gara, secondo la quale Cole avrebbe meritato anche un rosso diretto. Il terzino ha inoltre causato ulteriore sdegno tra il pubblico voltando le spalle a Riley e urlando poco prima di ricevere il cartellino, mettendosi poi a litigare con gli ufficiali di gara riguardo all'episodio.
Nell'ultima partita della stagione 2008-2009 contro il Sunderland, Cole ha segnato la sua seconda rete con la maglia del Chelsea, in un match vinto dai Blues per 3-2.
Dopo aver giocato le prime quattro partite della stagione 2009-2010, ha segnato il suo terzo goal con i Blues, in una partita giocata in casa contro il Burnley. Il 2 settembre 2009 ha prolungato il suo contratto sino al 2013. Il 19 maggio 2012 viene schierato titolare nel match contro il Bayern Monaco valevole per la finale di Champions League aggiudicatasi poi dal Chelsea ai rigori per il risultato di 5 - 4. Il 15 maggio 2013 vince ad Amsterdam l'Europa League col Chelsea.

#### Roma

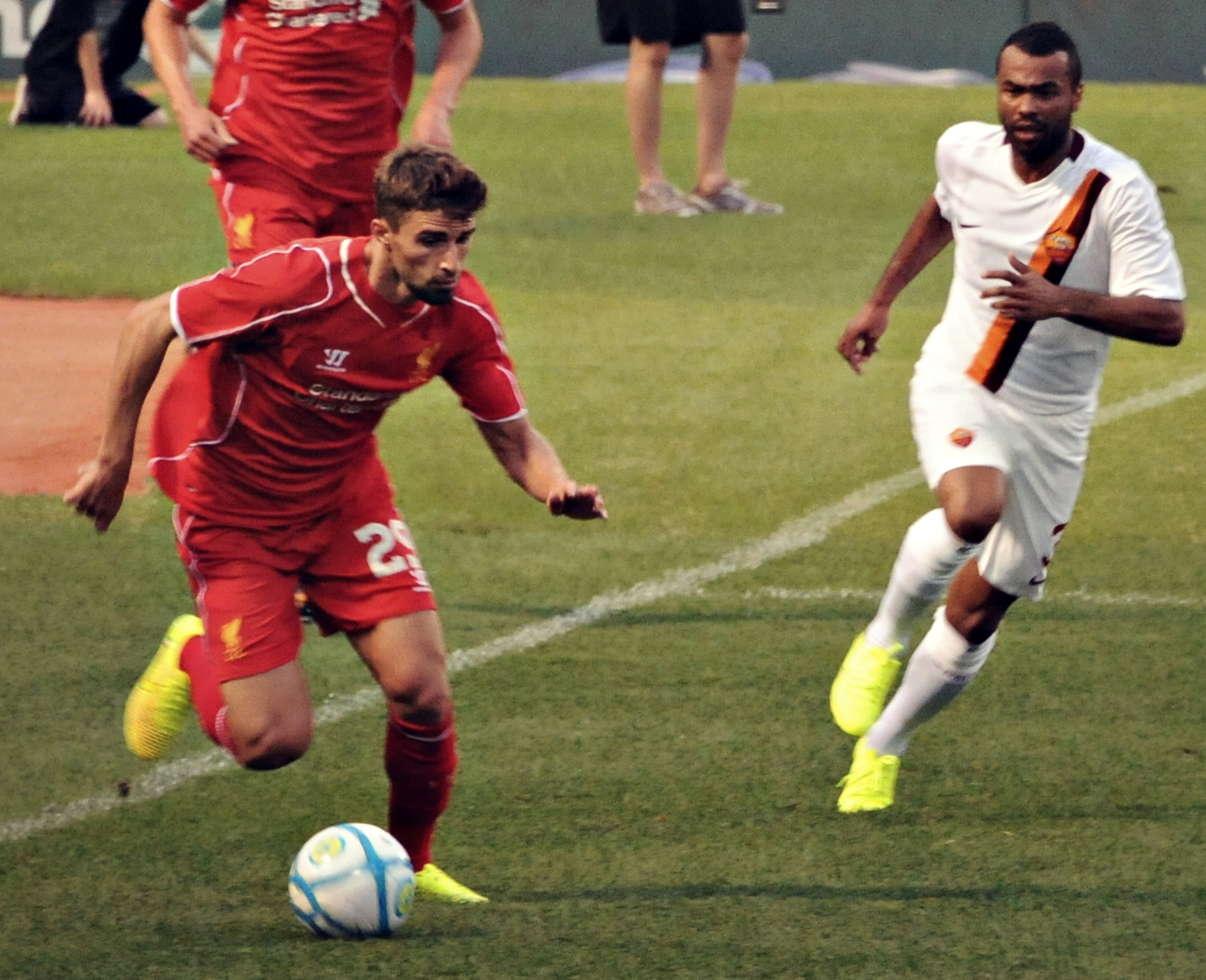
Ashley Cole con la maglia della Roma in un'amichevole di precampionato contro il Liverpool

Nonostante avesse numerose offerte in giro per il mondo il 7 luglio 2014 da svincolato si trasferisce a parametro zero alla Roma, firmando un contratto biennale, con diritto d'opzione da parte della società stessa per l'estensione dell'accordo di un'ulteriore stagione. Cole è il primo giocatore inglese a vestire la maglia giallorossa (ed il secondo britannico dopo John Charles). Il 30 agosto fa il suo esordio ufficiale contro la Fiorentina, partita terminata con il successo dei giallorossi per 2-0.
Nella stagione successiva, ormai non più nei piani della società, viene messo fuori rosa dal club giallorosso. Il 19 gennaio 2016 rescinde il suo contratto.

#### Los Angeles Galaxy
Il 27 gennaio 2016 firma un contratto con i Los Angeles Galaxy. Diventa il capitano della squadra fino alla fine della sua esperienza statunitense, conclusasi nel dicembre del 2018.

#### Derby County
Il 21 gennaio 2019 firma un contratto fino al termine della stagione con il Derby County, squadra militante in Championship e allenata dal suo ex-compagno Frank Lampard. A fine stagione il contratto non viene rinnovato.
Il 18 agosto 2019 annuncia il suo ritiro dal calcio giocato.

### Nazionale
Cole ha iniziato il suo percorso in nazionale nel 1999 quando viene convocato dalla Nazionale Under-20 per il Mondiale Under-20 in Nigeria, successivamente gioca per la Nazionale Under-21. Ha fatto il suo debutto in Nazionale il 28 marzo 2001, in un match contro l'Albania.
Diventa una pedina fondamentale della Nazionale inglese: ha partecipato al campionato del mondo 2002 in Corea del Sud e Giappone, ed è stato presente al campionato del mondo 2006 in Germania e a quello in Sud Africa nel 2010, oltre che agli Europei 2004 in Portogallo e a quelli del 2012 in Polonia e Ucraina.
Il 6 febbraio 2013 raggiunge quota 100 presenze con l'Inghilterra nell'amichevole vinta 2-1 contro il Brasile.
Escluso dalla lista dei convocati che prenderanno parte al campionato del mondo 2014 in Brasile, annuncia il suo ritiro dalla nazionale. Con la selezione britannica ha disputato 107 partite senza segnare.

### Allenatore
Una volta appesi gli scarpini al chiodo torna al Chelsea come allenatore dell'Under-15.
Il 27 luglio 2021 entra nello staff di Lee Carsley, allenatore della Nazionale Under-21 inglese, continuando comunque il suo percorso nell'accademia dei Blues.
Dal 3 febbraio 2022 al 23 gennaio 2023 è assistente di Frank Lampard all'Everton.

## Statistiche

### Presenze e reti nei club
Statistiche aggiornate al termine della carriera da calciatore.
| Stagione                  | Squadra                   | Campionato                | Campionato | Campionato | Coppe nazionali | Coppe nazionali | Coppe nazionali | Coppe continentali | Coppe continentali | Coppe continentali | Altre coppe | Altre coppe | Altre coppe | Totale | Totale |
| Stagione                  | Squadra                   | Comp                      | Pres       | Reti       | Comp            | Pres            | Reti            | Comp               | Pres               | Reti               | Comp        | Pres        | Reti        | Pres   | Reti   |
| ------------------------- | ------------------------- | ------------------------- | ---------- | ---------- | --------------- | --------------- | --------------- | ------------------ | ------------------ | ------------------ | ----------- | ----------- | ----------- | ------ | ------ |
| 1999-gen. 2000            | Arsenal                   | PL                        | 1          | 0          | FACup+CdL       | 0+1             | 0               | UCL                | 0                  | 0                  | -           | -           | -           | 2      | 0      |
| gen.-giu. 2000            | Crystal Palace            | FD                        | 14         | 1          | FACup+CdL       | 0               | 0               | -                  | -                  | -                  | -           | -           | -           | 14     | 1      |
| 2000-2001                 | Arsenal                   | PL                        | 17         | 3          | FACup+CdL       | 6+1             | 0               | UCL                | 9                  | 0                  | -           | -           | -           | 33     | 3      |
| 2001-2002                 | Arsenal                   | PL                        | 29         | 2          | FACup+CdL       | 4+0             | 0               | UCL                | 7                  | 0                  | -           | -           | -           | 40     | 2      |
| 2002-2003                 | Arsenal                   | PL                        | 31         | 1          | FACup+CdL       | 3+0             | 0               | UCL                | 9                  | 0                  | CS          | 1           | 0           | 44     | 1      |
| 2003-2004                 | Arsenal                   | PL                        | 32         | 0          | FACup+CdL       | 4+1             | 0               | UCL                | 9                  | 1                  | CS          | 1           | 0           | 47     | 1      |
| 2004-2005                 | Arsenal                   | PL                        | 35         | 2          | FACup+CdL       | 3+0             | 0               | UCL                | 8                  | 0                  | CS          | 1           | 0           | 47     | 2      |
| 2005-2006                 | Arsenal                   | PL                        | 11         | 0          | FACup+CdL       | 0               | 0               | UCL                | 3                  | 0                  | CS          | 1           | 0           | 15     | 0      |
| Totale Arsenal            | Totale Arsenal            | Totale Arsenal            | 156        | 8          |                 | 23              | 0               |                    | 45                 | 1                  |             | 4           | 0           | 228    | 9      |
| 2006-2007                 | Chelsea                   | PL                        | 23         | 0          | FACup+CdL       | 5+3             | 0               | UCL                | 9                  | 0                  | CS          | 0           | 0           | 40     | 0      |
| 2007-2008                 | Chelsea                   | PL                        | 27         | 1          | FACup+CdL       | 1+2             | 0               | UCL                | 10                 | 0                  | CS          | 1           | 0           | 41     | 1      |
| 2008-2009                 | Chelsea                   | PL                        | 34         | 1          | FACup+CdL       | 7+0             | 0               | UCL                | 8                  | 0                  | -           | -           | -           | 49     | 1      |
| 2009-2010                 | Chelsea                   | PL                        | 27         | 4          | FACup+CdL       | 2+1             | 0               | UCL                | 4                  | 0                  | CS          | 1           | 0           | 35     | 4      |
| 2010-2011                 | Chelsea                   | PL                        | 38         | 0          | FACup+CdL       | 2+0             | 0               | UCL                | 7                  | 0                  | CS          | 1           | 0           | 48     | 0      |
| 2011-2012                 | Chelsea                   | PL                        | 32         | 0          | FACup+CdL       | 4+0             | 0               | UCL                | 12                 | 0                  | -           | -           | -           | 48     | 0      |
| 2012-2013                 | Chelsea                   | PL                        | 31         | 1          | FACup+CdL       | 5+3             | 0               | UCL+UEL            | 5+3                | 0                  | CS+SU+Cmc   | 1+1+2       | 0           | 51     | 1      |
| 2013-2014                 | Chelsea                   | PL                        | 17         | 0          | FACup+CdL       | 2+1             | 0               | UCL                | 5                  | 0                  | SU          | 1           | 0           | 26     | 0      |
| Totale Chelsea            | Totale Chelsea            | Totale Chelsea            | 229        | 7          |                 | 38              | 0               |                    | 63                 | 0                  |             | 8           | 0           | 338    | 7      |
| 2014-2015                 | Roma                      | A                         | 11         | 0          | CI              | 2               | 0               | UCL+UEL            | 3+0                | 0                  | -           | -           | -           | 16     | 0      |
| 2015-gen. 2016            | Roma                      | A                         | -          | -          | CI              | -               | -               | UCL                | -                  | -                  | -           | -           | -           | -      | -      |
| Totale Roma               | Totale Roma               | Totale Roma               | 11         | 0          |                 | 2               | 0               |                    | 3                  | 0                  |             | 8           | 0           | 16     | 0      |
| 2016                      | Los Angeles Galaxy        | MLS                       | 26+3       | 1+0        | USOC            | 2               | 0               | CCL                | 1                  | 0                  | -           | -           | -           | 32     | 1      |
| 2017                      | Los Angeles Galaxy        | MLS                       | 29         | 1          | USOC            | 1               | 0               | -                  | -                  | -                  | -           | -           | -           | 30     | 1      |
| 2018                      | Los Angeles Galaxy        | MLS                       | 31         | 1          | USOC            | 1               | 0               | -                  | -                  | -                  | -           | -           | -           | 32     | 1      |
| Totale Los Angeles Galaxy | Totale Los Angeles Galaxy | Totale Los Angeles Galaxy | 86+3       | 3          |                 | 4               | 0               |                    | 1                  | 0                  |             | -           | -           | 94     | 3      |
| gen.-giu. 2019            | Derby County              | FLC                       | 9+2        | 0+0        | FACup+CdL       | 1+0             | 1+0             | -                  | -                  | -                  | -           | -           | -           | 12     | 1      |
| Totale carriera           | Totale carriera           | Totale carriera           | 510        | 19         |                 | 68              | 1               |                    | 112                | 1                  |             | 12          | 0           | 702    | 21     |

### Cronologia presenze e reti in nazionale
| Cronologia completa delle presenze e delle reti in nazionale ― Inghilterra | Cronologia completa delle presenze e delle reti in nazionale ― Inghilterra | Cronologia completa delle presenze e delle reti in nazionale ― Inghilterra | Cronologia completa delle presenze e delle reti in nazionale ― Inghilterra | Cronologia completa delle presenze e delle reti in nazionale ― Inghilterra | Cronologia completa delle presenze e delle reti in nazionale ― Inghilterra | Cronologia completa delle presenze e delle reti in nazionale ― Inghilterra | Cronologia completa delle presenze e delle reti in nazionale ― Inghilterra |
| Data                                                                       | Città                                                                      | In casa                                                                    | Risultato                                                                  | Ospiti                                                                     | Competizione                                                               | Reti                                                                       | Note                                                                       |
| -------------------------------------------------------------------------- | -------------------------------------------------------------------------- | -------------------------------------------------------------------------- | -------------------------------------------------------------------------- | -------------------------------------------------------------------------- | -------------------------------------------------------------------------- | -------------------------------------------------------------------------- | -------------------------------------------------------------------------- |
| 28-3-2001                                                                  | Tirana                                                                     | Albania                                                                    | 1 – 3                                                                      | Inghilterra                                                                | Qual. Mondiali 2002                                                        | -                                                                          |                                                                            |
| 25-5-2001                                                                  | Derby                                                                      | Inghilterra                                                                | 4 – 0                                                                      | Messico                                                                    | Amichevole                                                                 | -                                                                          | 46’                                                                        |
| 6-6-2001                                                                   | Atene                                                                      | Grecia                                                                     | 0 – 2                                                                      | Inghilterra                                                                | Qual. Mondiali 2002                                                        | -                                                                          | 69’                                                                        |
| 15-8-2001                                                                  | Londra                                                                     | Inghilterra                                                                | 0 – 2                                                                      | Paesi Bassi                                                                | Amichevole                                                                 | -                                                                          | 46’                                                                        |
| 1-9-2001                                                                   | Monaco di Baviera                                                          | Germania                                                                   | 1 – 5                                                                      | Inghilterra                                                                | Qual. Mondiali 2002                                                        | -                                                                          |                                                                            |
| 5-9-2001                                                                   | Newcastle upon Tyne                                                        | Inghilterra                                                                | 2 – 0                                                                      | Albania                                                                    | Qual. Mondiali 2002                                                        | -                                                                          |                                                                            |
| 6-10-2001                                                                  | Manchester                                                                 | Inghilterra                                                                | 2 – 2                                                                      | Grecia                                                                     | Qual. Mondiali 2002                                                        | -                                                                          | 78’                                                                        |
| 21-5-2002                                                                  | Seogwipo                                                                   | Corea del Sud                                                              | 1 – 1                                                                      | Inghilterra                                                                | Amichevole                                                                 | -                                                                          | 46’                                                                        |
| 2-6-2002                                                                   | Saitama                                                                    | Svezia                                                                     | 1 – 1                                                                      | Inghilterra                                                                | Mondiali 2002 - 1º turno                                                   | -                                                                          |                                                                            |
| 7-6-2002                                                                   | Sapporo                                                                    | Argentina                                                                  | 0 – 1                                                                      | Inghilterra                                                                | Mondiali 2002 - 1º turno                                                   | -                                                                          | 29’                                                                        |
| 12-6-2002                                                                  | Nagai                                                                      | Nigeria                                                                    | 0 – 0                                                                      | Inghilterra                                                                | Mondiali 2002 - 1º turno                                                   | -                                                                          | 85’                                                                        |
| 15-6-2002                                                                  | Niigata                                                                    | Danimarca                                                                  | 0 – 3                                                                      | Inghilterra                                                                | Mondiali 2002 - Ottavi di finale                                           | -                                                                          |                                                                            |
| 21-6-2002                                                                  | Shizuoka                                                                   | Brasile                                                                    | 2 – 1                                                                      | Inghilterra                                                                | Mondiali 2002 - Quarti di finale                                           | -                                                                          | 80’                                                                        |
| 7-9-2002                                                                   | Birmingham                                                                 | Inghilterra                                                                | 1 – 1                                                                      | Portogallo                                                                 | Amichevole                                                                 | -                                                                          | 46’                                                                        |
| 12-10-2002                                                                 | Bratislava                                                                 | Slovacchia                                                                 | 1 – 2                                                                      | Inghilterra                                                                | Qual. Euro 2004                                                            | -                                                                          |                                                                            |
| 16-10-2002                                                                 | Southampton                                                                | Inghilterra                                                                | 2 – 2                                                                      | Macedonia                                                                  | Qual. Euro 2004                                                            | -                                                                          |                                                                            |
| 12-2-2003                                                                  | Londra                                                                     | Inghilterra                                                                | 1 – 3                                                                      | Australia                                                                  | Amichevole                                                                 | -                                                                          | 46’                                                                        |
| 3-6-2003                                                                   | Leicester                                                                  | Inghilterra                                                                | 2 – 1                                                                      | Serbia e Montenegro                                                        | Amichevole                                                                 | -                                                                          | 46’                                                                        |
| 11-6-2003                                                                  | Middlesbrough                                                              | Inghilterra                                                                | 2 – 1                                                                      | Slovacchia                                                                 | Qual. Euro 2004                                                            | -                                                                          |                                                                            |
| 20-8-2003                                                                  | Ipswich                                                                    | Inghilterra                                                                | 3 – 1                                                                      | Croazia                                                                    | Amichevole                                                                 | -                                                                          | 60’                                                                        |
| 6-9-2003                                                                   | Skopje                                                                     | Macedonia                                                                  | 1 – 2                                                                      | Inghilterra                                                                | Qual. Euro 2004                                                            | -                                                                          |                                                                            |
| 11-10-2003                                                                 | Istanbul                                                                   | Turchia                                                                    | 0 – 0                                                                      | Inghilterra                                                                | Qual. Euro 2004                                                            | -                                                                          |                                                                            |
| 16-11-2003                                                                 | Manchester                                                                 | Inghilterra                                                                | 2 – 3                                                                      | Danimarca                                                                  | Amichevole                                                                 | -                                                                          | 46’                                                                        |
| 18-2-2004                                                                  | Faro                                                                       | Portogallo                                                                 | 1 – 1                                                                      | Inghilterra                                                                | Amichevole                                                                 | -                                                                          | 17’                                                                        |
| 1-6-2004                                                                   | Manchester                                                                 | Inghilterra                                                                | 1 – 1                                                                      | Giappone                                                                   | Amichevole                                                                 | -                                                                          |                                                                            |
| 5-6-2004                                                                   | Manchester                                                                 | Inghilterra                                                                | 6 – 1                                                                      | Islanda                                                                    | Amichevole                                                                 | -                                                                          | 46’                                                                        |
| 13-6-2004                                                                  | Lisbona                                                                    | Francia                                                                    | 2 – 1                                                                      | Inghilterra                                                                | Euro 2004 - 1º turno                                                       | -                                                                          |                                                                            |
| 17-6-2004                                                                  | Coimbra                                                                    | Inghilterra                                                                | 3 – 0                                                                      | Svizzera                                                                   | Euro 2004 - 1º turno                                                       | -                                                                          |                                                                            |
| 21-6-2004                                                                  | Lisbona                                                                    | Croazia                                                                    | 2 – 4                                                                      | Inghilterra                                                                | Euro 2004 - 1º turno                                                       | -                                                                          |                                                                            |
| 24-6-2004                                                                  | Lisbona                                                                    | Portogallo                                                                 | 2 – 2 dts (6 – 5 dtr)                                                      | Inghilterra                                                                | Euro 2004 - Quarti di finale                                               | -                                                                          |                                                                            |
| 18-8-2004                                                                  | Newcastle                                                                  | Inghilterra                                                                | 3 – 0                                                                      | Ucraina                                                                    | Amichevole                                                                 | -                                                                          | 61’                                                                        |
| 4-9-2004                                                                   | Vienna                                                                     | Austria                                                                    | 2 – 2                                                                      | Inghilterra                                                                | Qual. Mondiali 2006                                                        | -                                                                          |                                                                            |
| 8-9-2004                                                                   | Chorzów                                                                    | Polonia                                                                    | 1 – 2                                                                      | Inghilterra                                                                | Qual. Mondiali 2006                                                        | -                                                                          |                                                                            |
| 9-10-2004                                                                  | Manchester                                                                 | Inghilterra                                                                | 2 – 0                                                                      | Galles                                                                     | Qual. Mondiali 2006                                                        | -                                                                          |                                                                            |
| 13-10-2004                                                                 | Baku                                                                       | Azerbaigian                                                                | 0 – 1                                                                      | Inghilterra                                                                | Qual. Mondiali 2006                                                        | -                                                                          | 71’                                                                        |
| 17-11-2004                                                                 | Madrid                                                                     | Spagna                                                                     | 1 – 0                                                                      | Inghilterra                                                                | Amichevole                                                                 | -                                                                          | 45’ 76’                                                                    |
| 9-2-2005                                                                   | Birmingham                                                                 | Inghilterra                                                                | 0 – 0                                                                      | Paesi Bassi                                                                | Amichevole                                                                 | -                                                                          |                                                                            |
| 26-3-2005                                                                  | Manchester                                                                 | Inghilterra                                                                | 4 – 0                                                                      | Irlanda del Nord                                                           | Qual. Mondiali 2006                                                        | -                                                                          |                                                                            |
| 28-5-2005                                                                  | New Jersey                                                                 | Stati Uniti                                                                | 1 – 2                                                                      | Inghilterra                                                                | Amichevole                                                                 | -                                                                          | 35’ 63’                                                                    |
| 30-5-2006                                                                  | Manchester                                                                 | Inghilterra                                                                | 3 – 1                                                                      | Ungheria                                                                   | Amichevole                                                                 | -                                                                          |                                                                            |
| 31-5-2005                                                                  | East Rutherford                                                            | Inghilterra                                                                | 3 – 2                                                                      | Colombia                                                                   | Amichevole                                                                 | -                                                                          | 85’                                                                        |
| 17-8-2005                                                                  | Copenaghen                                                                 | Danimarca                                                                  | 4 – 1                                                                      | Inghilterra                                                                | Amichevole                                                                 | -                                                                          | 85’                                                                        |
| 3-9-2005                                                                   | Cardiff                                                                    | Galles                                                                     | 0 – 1                                                                      | Inghilterra                                                                | Qual. Mondiali 2006                                                        | -                                                                          |                                                                            |
| 7-9-2005                                                                   | Belfast                                                                    | Irlanda del Nord                                                           | 1 – 0                                                                      | Inghilterra                                                                | Qual. Mondiali 2006                                                        | -                                                                          |                                                                            |
| 30-5-2006                                                                  | Manchester                                                                 | Inghilterra                                                                | 3 – 1                                                                      | Ungheria                                                                   | Amichevole                                                                 | -                                                                          |                                                                            |
| 3-6-2006                                                                   | Manchester                                                                 | Inghilterra                                                                | 6 – 0                                                                      | Giamaica                                                                   | Amichevole                                                                 | -                                                                          | 35’                                                                        |
| 10-6-2006                                                                  | Francoforte sul Meno                                                       | Inghilterra                                                                | 1 – 0                                                                      | Paraguay                                                                   | Mondiali 2006 - 1º turno                                                   | -                                                                          |                                                                            |
| 15-6-2006                                                                  | Norimberga                                                                 | Inghilterra                                                                | 2 – 0                                                                      | Trinidad e Tobago                                                          | Mondiali 2006 - 1º turno                                                   | -                                                                          |                                                                            |
| 20-6-2006                                                                  | Colonia                                                                    | Svezia                                                                     | 2 – 2                                                                      | Inghilterra                                                                | Mondiali 2006 - 1º turno                                                   | -                                                                          |                                                                            |
| 25-6-2006                                                                  | Stoccarda                                                                  | Inghilterra                                                                | 1 – 0                                                                      | Ecuador                                                                    | Mondiali 2006 - Ottavi di finale                                           | -                                                                          |                                                                            |
| 1-7-2006                                                                   | Gelsenkirchen                                                              | Inghilterra                                                                | 0 – 0 dts (1 – 3 dtr)                                                      | Portogallo                                                                 | Mondiali 2006 - Quarti di finale                                           | -                                                                          |                                                                            |
| 16-8-2006                                                                  | Manchester                                                                 | Inghilterra                                                                | 4 – 0                                                                      | Grecia                                                                     | Amichevole                                                                 | -                                                                          | 80’                                                                        |
| 2-9-2006                                                                   | Manchester                                                                 | Inghilterra                                                                | 5 – 0                                                                      | Andorra                                                                    | Qual. Euro 2008                                                            | -                                                                          |                                                                            |
| 6-9-2006                                                                   | Skopje                                                                     | Macedonia                                                                  | 0 – 1                                                                      | Inghilterra                                                                | Qual. Euro 2008                                                            | -                                                                          | 89’                                                                        |
| 7-10-2006                                                                  | Manchester                                                                 | Inghilterra                                                                | 0 – 0                                                                      | Macedonia                                                                  | Qual. Euro 2008                                                            | -                                                                          |                                                                            |
| 11-10-2006                                                                 | Zagabria                                                                   | Croazia                                                                    | 2 – 0                                                                      | Inghilterra                                                                | Qual. Euro 2008                                                            | -                                                                          | 77’                                                                        |
| 15-11-2006                                                                 | Amsterdam                                                                  | Paesi Bassi                                                                | 1 – 1                                                                      | Inghilterra                                                                | Amichevole                                                                 | -                                                                          |                                                                            |
| 28-3-2007                                                                  | Barcellona                                                                 | Andorra                                                                    | 0 – 3                                                                      | Inghilterra                                                                | Qual. Euro 2008                                                            | -                                                                          | 77’                                                                        |
| 8-9-2007                                                                   | Londra                                                                     | Inghilterra                                                                | 3 – 0                                                                      | Israele                                                                    | Qual. Euro 2008                                                            | -                                                                          |                                                                            |
| 12-9-2007                                                                  | Londra                                                                     | Inghilterra                                                                | 3 – 0                                                                      | Russia                                                                     | Qual. Euro 2008                                                            | -                                                                          |                                                                            |
| 13-10-2007                                                                 | Londra                                                                     | Inghilterra                                                                | 3 – 0                                                                      | Estonia                                                                    | Qual. Euro 2008                                                            | -                                                                          | 49’                                                                        |
| 6-2-2008                                                                   | Londra                                                                     | Inghilterra                                                                | 2 – 1                                                                      | Svizzera                                                                   | Amichevole                                                                 | -                                                                          | 63’                                                                        |
| 25-3-2008                                                                  | Saint-Denis                                                                | Francia                                                                    | 1 – 0                                                                      | Inghilterra                                                                | Amichevole                                                                 | -                                                                          |                                                                            |
| 28-5-2008                                                                  | Londra                                                                     | Inghilterra                                                                | 2 – 0                                                                      | Stati Uniti                                                                | Amichevole                                                                 | -                                                                          | 82’                                                                        |
| 20-8-2008                                                                  | Londra                                                                     | Inghilterra                                                                | 2 – 2                                                                      | Rep. Ceca                                                                  | Amichevole                                                                 | -                                                                          |                                                                            |
| 6-9-2008                                                                   | Barcellona                                                                 | Andorra                                                                    | 0 – 2                                                                      | Inghilterra                                                                | Qual. Mondiali 2010                                                        | -                                                                          |                                                                            |
| 10-9-2008                                                                  | Zagabria                                                                   | Croazia                                                                    | 1 – 4                                                                      | Inghilterra                                                                | Qual. Mondiali 2010                                                        | -                                                                          |                                                                            |
| 11-10-2008                                                                 | Londra                                                                     | Inghilterra                                                                | 5 – 1                                                                      | Kazakistan                                                                 | Qual. Mondiali 2010                                                        | -                                                                          |                                                                            |
| 11-2-2009                                                                  | Siviglia                                                                   | Spagna                                                                     | 2 – 0                                                                      | Inghilterra                                                                | Amichevole                                                                 | -                                                                          |                                                                            |
| 28-3-2009                                                                  | Londra                                                                     | Inghilterra                                                                | 4 – 0                                                                      | Slovacchia                                                                 | Amichevole                                                                 | -                                                                          |                                                                            |
| 1-4-2009                                                                   | Londra                                                                     | Inghilterra                                                                | 2 – 1                                                                      | Ucraina                                                                    | Qual. Mondiali 2010                                                        | -                                                                          |                                                                            |
| 6-6-2009                                                                   | Almaty                                                                     | Kazakistan                                                                 | 0 – 4                                                                      | Inghilterra                                                                | Qual. Mondiali 2010                                                        | -                                                                          |                                                                            |
| 10-6-2009                                                                  | Londra                                                                     | Inghilterra                                                                | 6 – 0                                                                      | Andorra                                                                    | Qual. Mondiali 2010                                                        | -                                                                          | 63’                                                                        |
| 12-8-2009                                                                  | Amsterdam                                                                  | Paesi Bassi                                                                | 2 – 2                                                                      | Inghilterra                                                                | Amichevole                                                                 | -                                                                          | 84’                                                                        |
| 5-9-2009                                                                   | Londra                                                                     | Inghilterra                                                                | 2 – 1                                                                      | El Salvador                                                                | Amichevole                                                                 | -                                                                          |                                                                            |
| 9-9-2009                                                                   | Londra                                                                     | Inghilterra                                                                | 5 – 1                                                                      | Croazia                                                                    | Qual. Mondiali 2010                                                        | -                                                                          |                                                                            |
| 10-10-2009                                                                 | Dnipropetrovs'k                                                            | Ucraina                                                                    | 1 – 0                                                                      | Inghilterra                                                                | Qual. Mondiali 2010                                                        | -                                                                          |                                                                            |
| 30-5-2010                                                                  | Graz                                                                       | Giappone                                                                   | 1 – 2                                                                      | Inghilterra                                                                | Amichevole                                                                 | -                                                                          |                                                                            |
| 12-6-2010                                                                  | Rustenburg                                                                 | Stati Uniti                                                                | 1 – 1                                                                      | Inghilterra                                                                | Mondiali 2010 - 1º turno                                                   | -                                                                          |                                                                            |
| 18-6-2010                                                                  | Città del Capo                                                             | Algeria                                                                    | 0 – 0                                                                      | Inghilterra                                                                | Mondiali 2010 - 1º turno                                                   | -                                                                          |                                                                            |
| 23-6-2010                                                                  | Port Elizabeth                                                             | Inghilterra                                                                | 1 – 0                                                                      | Slovenia                                                                   | Mondiali 2010 - 1º turno                                                   | -                                                                          |                                                                            |
| 27-6-2010                                                                  | Bloemfontein                                                               | Inghilterra                                                                | 1 – 4                                                                      | Germania                                                                   | Mondiali 2010 - Ottavi di finale                                           | -                                                                          |                                                                            |
| 11-8-2010                                                                  | Londra                                                                     | Inghilterra                                                                | 2 – 1                                                                      | Ungheria                                                                   | Amichevole                                                                 | -                                                                          | 46’                                                                        |
| 3-9-2010                                                                   | Londra                                                                     | Inghilterra                                                                | 4 – 0                                                                      | Bulgaria                                                                   | Qual. Euro 2012                                                            | -                                                                          |                                                                            |
| 7-9-2010                                                                   | Basilea                                                                    | Svizzera                                                                   | 1 – 3                                                                      | Inghilterra                                                                | Qual. Euro 2012                                                            | -                                                                          | 76’                                                                        |
| 12-10-2010                                                                 | Londra                                                                     | Inghilterra                                                                | 0 – 0                                                                      | Montenegro                                                                 | Qual. Euro 2012                                                            | -                                                                          |                                                                            |
| 9-2-2011                                                                   | Copenaghen                                                                 | Danimarca                                                                  | 1 – 2                                                                      | Inghilterra                                                                | Amichevole                                                                 | -                                                                          | 81’                                                                        |
| 26-3-2011                                                                  | Cardiff                                                                    | Galles                                                                     | 0 – 2                                                                      | Inghilterra                                                                | Qual. Euro 2012                                                            | -                                                                          |                                                                            |
| 4-6-2011                                                                   | Londra                                                                     | Inghilterra                                                                | 2 – 2                                                                      | Svizzera                                                                   | Qual. Euro 2012                                                            | -                                                                          | 30’                                                                        |
| 2-9-2011                                                                   | Sofia                                                                      | Bulgaria                                                                   | 0 – 3                                                                      | Inghilterra                                                                | Qual. Euro 2012                                                            | -                                                                          |                                                                            |
| 6-9-2011                                                                   | Londra                                                                     | Inghilterra                                                                | 1 – 0                                                                      | Galles                                                                     | Qual. Euro 2012                                                            | -                                                                          |                                                                            |
| 7-10-2011                                                                  | Podgorica                                                                  | Montenegro                                                                 | 2 – 2                                                                      | Inghilterra                                                                | Qual. Euro 2012                                                            | -                                                                          |                                                                            |
| 12-11-2011                                                                 | Londra                                                                     | Inghilterra                                                                | 1 – 0                                                                      | Spagna                                                                     | Amichevole                                                                 | -                                                                          |                                                                            |
| 2-6-2012                                                                   | Londra                                                                     | Inghilterra                                                                | 1 – 0                                                                      | Belgio                                                                     | Amichevole                                                                 | -                                                                          |                                                                            |
| 11-6-2012                                                                  | Donec'k                                                                    | Francia                                                                    | 1 – 1                                                                      | Inghilterra                                                                | Euro 2012 - 1º turno                                                       | -                                                                          |                                                                            |
| 15-6-2012                                                                  | Kiev                                                                       | Svezia                                                                     | 2 – 3                                                                      | Inghilterra                                                                | Euro 2012 - 1º turno                                                       | -                                                                          |                                                                            |
| 19-6-2012                                                                  | Donec'k                                                                    | Inghilterra                                                                | 1 – 0                                                                      | Ucraina                                                                    | Euro 2012 - 1º turno                                                       | -                                                                          | 78’                                                                        |
| 24-6-2012                                                                  | Kiev                                                                       | Inghilterra                                                                | 0 – 0 dts (2 – 4 dtr)                                                      | Italia                                                                     | Euro 2012 - Quarti di finale                                               | -                                                                          |                                                                            |
| 17-10-2012                                                                 | Varsavia                                                                   | Polonia                                                                    | 1 – 1                                                                      | Inghilterra                                                                | Qual. Mondiali 2014                                                        | -                                                                          |                                                                            |
| 6-2-2013                                                                   | Londra                                                                     | Inghilterra                                                                | 2 – 1                                                                      | Brasile                                                                    | Amichevole                                                                 | -                                                                          | 46’                                                                        |
| 26-3-2013                                                                  | Podgorica                                                                  | Montenegro                                                                 | 1 – 1                                                                      | Inghilterra                                                                | Qual. Mondiali 2014                                                        | -                                                                          |                                                                            |
| 29-5-2013                                                                  | Londra                                                                     | Inghilterra                                                                | 1 – 1                                                                      | Irlanda                                                                    | Amichevole                                                                 | -                                                                          | cap. 53’                                                                   |
| 2-6-2013                                                                   | Rio de Janeiro                                                             | Brasile                                                                    | 2 – 2                                                                      | Inghilterra                                                                | Amichevole                                                                 | -                                                                          | 31’                                                                        |
| 6-9-2013                                                                   | Londra                                                                     | Inghilterra                                                                | 4 – 0                                                                      | Moldavia                                                                   | Qual. Mondiali 2014                                                        | -                                                                          | 46’                                                                        |
| 10-9-2013                                                                  | Kiev                                                                       | Ucraina                                                                    | 0 – 0                                                                      | Inghilterra                                                                | Qual. Mondiali 2014                                                        | -                                                                          |                                                                            |
| 19-11-2013                                                                 | Londra                                                                     | Inghilterra                                                                | 0 – 1                                                                      | Germania                                                                   | Amichevole                                                                 | -                                                                          | 46’                                                                        |
| 5-3-2014                                                                   | Londra                                                                     | Inghilterra                                                                | 1 – 0                                                                      | Danimarca                                                                  | Amichevole                                                                 | -                                                                          | 52’                                                                        |
| Totale                                                                     |                                                                            | Presenze (6º posto)                                                        | 107                                                                        |                                                                            | Reti                                                                       | 0                                                                          |                                                                            |

## Palmarès

### Club

#### Competizioni nazionali
- Campionato inglese: 3

Arsenal: 2001-2002, 2003-2004
Chelsea: 2009-2010
- Coppa d'Inghilterra: 7 (record)

Arsenal: 2001-2002, 2002-2003, 2004-2005
Chelsea: 2006-2007, 2008-2009, 2009-2010, 2011-2012
- Coppa di Lega inglese: 1

Chelsea: 2006-2007
- Community Shield: 3

Arsenal: 2002, 2004
Chelsea: 2009

#### Competizioni internazionali
- UEFA Champions League: 1

Chelsea: 2011-2012
- UEFA Europa League: 1

Chelsea: 2012-2013

### Individuale
- Squadra dell'anno UEFA: 2

2004, 2010
- England Player of the Year: 1

2010